# Istoria Ku Klux Klan în New Jersey
Ku Klux Klan are o istorie în statul american New Jersey încă din târziul anilor 1920. Clanul a fost activ în zonele Trenton și Camden, și a fost prezent în câteva comitate din nordul țării în anii 1920. Cei mai mulți membri erau din comitatul Monmouth și administrau o stațiune în Wall Township.

## Istorie

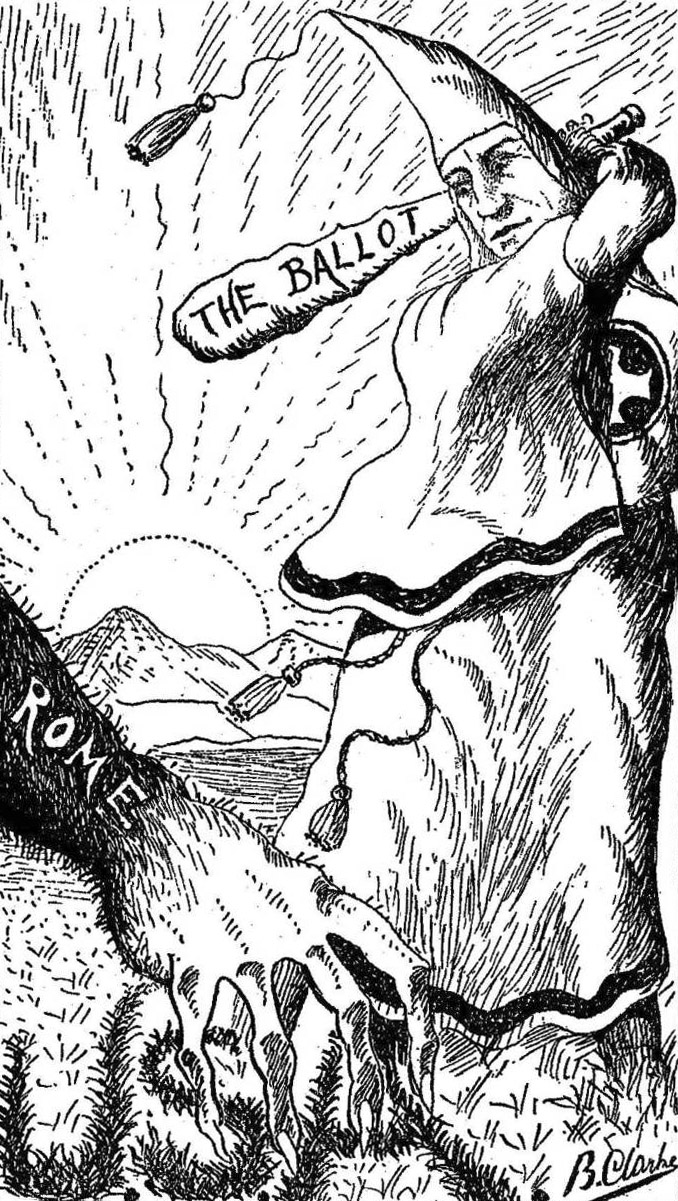
Caricatură pro-KKK și anti-romano-catolică creată de Branford Clarke și publicată în lucrarea Heroes of the Fiery Cross.

Prima filială locală a Ku Klux Klan în New Jersey a fost organizată în 1921 în urma întemeierii unităților din New York și Pennsylvania. Arthur Hornbui Bell a fost primul Grand Dragon al statului, având această calitate până la destrămarea organizației în 1944. Încă din 1922, clanul New Jersey a protestat împotriva înmormântării onorabile a preotului romano-catolic William N. McNutty din Paterson, New Jersey eveniment din cauza căruia școlile au fost închise. Aceștia au susținut că acest fapt reprezintă o încălcare a legii Statelor Unite cu privire la separarea bisericii de stat. Primarul Frank J. Van Noort a fost cel care a ordonat onorurile organizate în memoria protopopului respectat al unei biserici importante. În 1922 George W. Apgar avea calitatea de King Kleagle – ofițer al KKK care avea rolul de a recruta noi membri – cu sediul în zona extravilană a orașului Newark. În 1923, clanul a susținut financiar cultul metodist Pillar of Fire Church cu scopul de a întemeia Colegiul Alma White în Zarephath, New Jersey. Acesta a devenit „a doua instituție din nord condusă de către Ku Klux Klan în vederea promovării scopurilor și principiilor”. Alma White afirma cu privire la filozofia clanului că „va străbate printre clasele studenților intelectuali ca printre masele de oameni”. În acel moment, biserica metodistă publica lunar revista pro-KKK The Good Citizen (ro: Bunul cetățean).
Pe 3 mai 1923, în jur de 12.000 de oameni au participat la o întâlnire a clanului în Bound Brook, New Jersey. Vorbitorii au organizat o întâlnire în cadrul sediului Pillar of Fire lângă Zarephath unde o mulțime formată din localnici nervoși au înconjurat biserica cu scopul de a le transmite celor prezenți că nu sunt bineveniți. Pe 10 mai 1923, clanul a atacat un băiat pe care l-au acuzat de furtul a 50$ de la mama sa, Bessie Titus, în West Belmar, New Jersey. Pe 4 august 1923, clanul a convocat o mare întâlnire într-un câmp de zece acri dincolo de bariera Freehold în vestul Farmingdale, New Jersey. Clanul a declarat că a atras membri din județele Monmouth, Middlesex și Ocean, respectiv că au înscris 1.700 de membri. Se afirmă că 1.200 de mașini ar fi fost parcate de-a lungul șoselelor, în curți și în fiecare loc liber. Arthur Hornbui Bell a inițiat discuțiile în cadrul întâlnirii înainte de a-l introduce pe vorbitorul principal sub pseudonimul Colonelul Sherman din Atlanta, Georgia. Câteva persoane din Keyport, New Jersey care au aderat la organizație au fost escortate la eveniment de către membrii clanului rezidenți în acel oraș. În 1925, Alma White a publicat The Ku Klux Klan In Prophecy în Zarephath la editura bisericii Pillar of Fire. Aceasta redacta următoarele: „Nepocăitul evreu este astăzi pretutindeni printre noi în calitate de puternic aliat al romano-catolicismulul. ... Să-i considerăm pe prietenii noștri evrei cu milioanele lor în aur și argint care îl ajută pe Papă în aspirațiile sale pentru supremația mondială este aproape dincolo de înțelegerea ... Evreii în New York se laudă deschis că ei dețin banii și Roma puterea, iar dacă se decid să controleze orașul și statul, ...”. În mai 1926, Arthur Hornbui Bell a condus un grup care a transformat fosta stație radio Marconi din Wall Township într-o stațiune a clanului. Proprietatea a fost ulterior achiziționată de către Colegiul Regelui, o școală teologică. Cei 1.60km^2 erau deschiși doar pentru oficiali și membri ai Realm of the Klan din New Jersey. În mai 1926, activista Margaret Sanger care milita pentru contracepție a ținut un discurs la o întâlnire filialei femeilor din clan în Silver Lake, New Jersey. Sanger a descris experiența în autobiografia sa din 1938, caracterizând discursul drept „unul dintre cele mai ciudate experiențe pe care le-am avut”. Ramificația Ku Klux Klan din New Jersey a organizat o sărbătoare pentru Ziua Independenței în perioada 3-5 iulie 1926, în Long Branch, New Jersey, care a inclus un spectacol intitulat „Miss 100% America”.
În 1926 Alma White a publicat Klansmen: Guardians of Liberty. Acesta redacta următoarele: „Cred în supremația albă”, iar în 1928 publică Heroes of the Fiery Cross unde menționează că „evreii sunt atât de inexorabili azi precum erau acum două mii de ani”. În 1940, James A Colescott l-a eliberat din funcția de conducător al clanului din New Jersey pe Bell. Bell ocupa în același timp și funcția de vice-președinte al organizației naziste German American Bund. În 1943 Alma White a reeditat eseurile și predicile sale sale pro-KKK sub denumirea Guardians of Liberty. Până în 1944 organizația națională a fost închisă după ce a fost pus sechestru pe proprietăți în urma neplății taxelor de către Internal Revenue Service. Ramificațiile locale s-au fost închis în următorii ani.

## Oameni
- Arthur Hornbui Bell a ocupat funcția de Grand Dragon.[1][20][21][22]
- Alma White a fost o preoteasă locală care a susținut clanul în publicațiile și predicile sale.[23]
- Alton Milford Young, preot și Grand Kaliff.[24]
- George W. Apgar a ocupat funcția de King Kleagle.[3]

## Biserici
Câteva biserici din New Jersey care au susținut clanul:
- Biserica Pillar of Fire în Zarephath
- A treia Biserică Presbiteriană în Elizabeth
- Biserica Metodistă Grace în Kearny
- Prima Biserică Baptistă în Bayonne
- Biserica Episcopală Metodistă Calvary în Paterson
- Biserica Episocală Metodistă Grace în Newark
- Biserica Metodistă Colonială Unită în Oxford